# Юхас, Петер
Петер Юхас (венг. Juhász Péter; 3 августа 1948, Лученец, Банска-Бистрицкий край — 29 марта 2024, Будапешт) — венгерский футболист, игравший на позиции защитника.
Выступал, в частности, за клуб «Уйпешт», с которым стал семикратным чемпионом Венгрии, а также национальную сборную Венгрии.

## Клубная карьера
Во взрослом футболе дебютировал в 1968 выступлениями за клуб «Уйпешт», в котором провёл восемь сезонов, приняв участие в 148 матчах чемпионата. За это время семь раз завоёвывал титул чемпиона Венгрии в сезонах 1969, 1970, 1970/71, 1971/72, 1972/73, 1973/74 и 1974/75, а также однажды был вице-чемпионом в сезоне 1969 года. Выигрывал Кубок Венгрии в 1969, 1971 и 1975 годах. В 1969 году дошёл с командой до финала Кубка ярмарок, но в финальных поединках на поле не выходил; венгерский клуб уступил по сумме двух матчей клубу «Ньюкасл Юнайтед» (0:3, 2:3).
С 1976 по 1982 год играл в составе других команд высшей лиги чемпионата Венгрии «Татабанья» и «Волан», завершал карьеру в клубах низших лиг.

### Смерть
Умер вечером 29 марта 2024 года в Будапеште в возрасте 75 лет.

## Выступления за сборную
4 апреля 1971 года дебютировал в официальных матчах в составе национальной сборной Венгрии в товарищеской игре против сборной Австрии (2:0).
В составе сборной был участником чемпионата Европы 1972 года в Бельгии, где сыграл в обоих матчах — полуфинале против сборной СССР (0:1) и в матче за 3 место против в сборной Бельгии (1:2). Через месяц был участником футбольного турнира на Олимпийских играх 1972 года в Мюнхене, где вместе с командой завоевал «серебро», сыграв в шести матчах, в том числе и в проигранном финальном поединке против сборной Польши (1:2).
Всего в течение карьеры в национальной команде, продолжавшейся 3 года, провёл в её форме 24 матча, забив 1 гол.

## Титулы и достижения
- Чемпион Венгрии (7):

«Уйпешт»: 1969, 1970, 1970/71, 1971/72, 1972/73, 1973/74, 1974/75
- Обладатель Кубка Венгрии (3):

«Уйпешт»: 1969, 1970, 1974/75